# Histoire de Toruń
La première colonie aux alentours de Toruń date, d'après les archéologues de l'institut d'archéologie de l'université Jagellonne de Cracovie, de 1100 av. J.-C. (voir Culture lusacienne). Au début de l'ère médiévale, entre le VIIe siècle et le XIIIe siècle, Toruń était l'emplacement d'une ancienne colonie slave sur un gué de la Vistule.

## Les débuts
À l'origine, la colonie de Toruń appartenait à Piast Pologne. Au printemps 1231 les chevaliers teutoniques traversèrent la Vistule au niveau de Nieszawa et bâtirent une forteresse. Le 28 décembre 1233, les chevaliers teutoniques Hermann von Salza et Hermann Balk signèrent la charte de fondation de Thorn et Chełmno. Le document original fut perdu en 1244. Le recueil de lois est connu sous le nom de Droit de Culm. En 1236, en raison des nombreuses inondations, il a été déplacé sur le présent site de la vieille ville de Toruń. En 1236, les moines franciscains s’installèrent dans la ville, suivis en 1239 par les dominicains. En 1264, la ville nouvelle adjacente fut principalement fondée pour loger la population croissante des artisans de fabrication et artisans décorateurs s'installant à Toruń. En 1280, la ville - qui était alors composée des deux villes - rejoint la ligue marchande de la Hanse et devint alors un point commercial important.

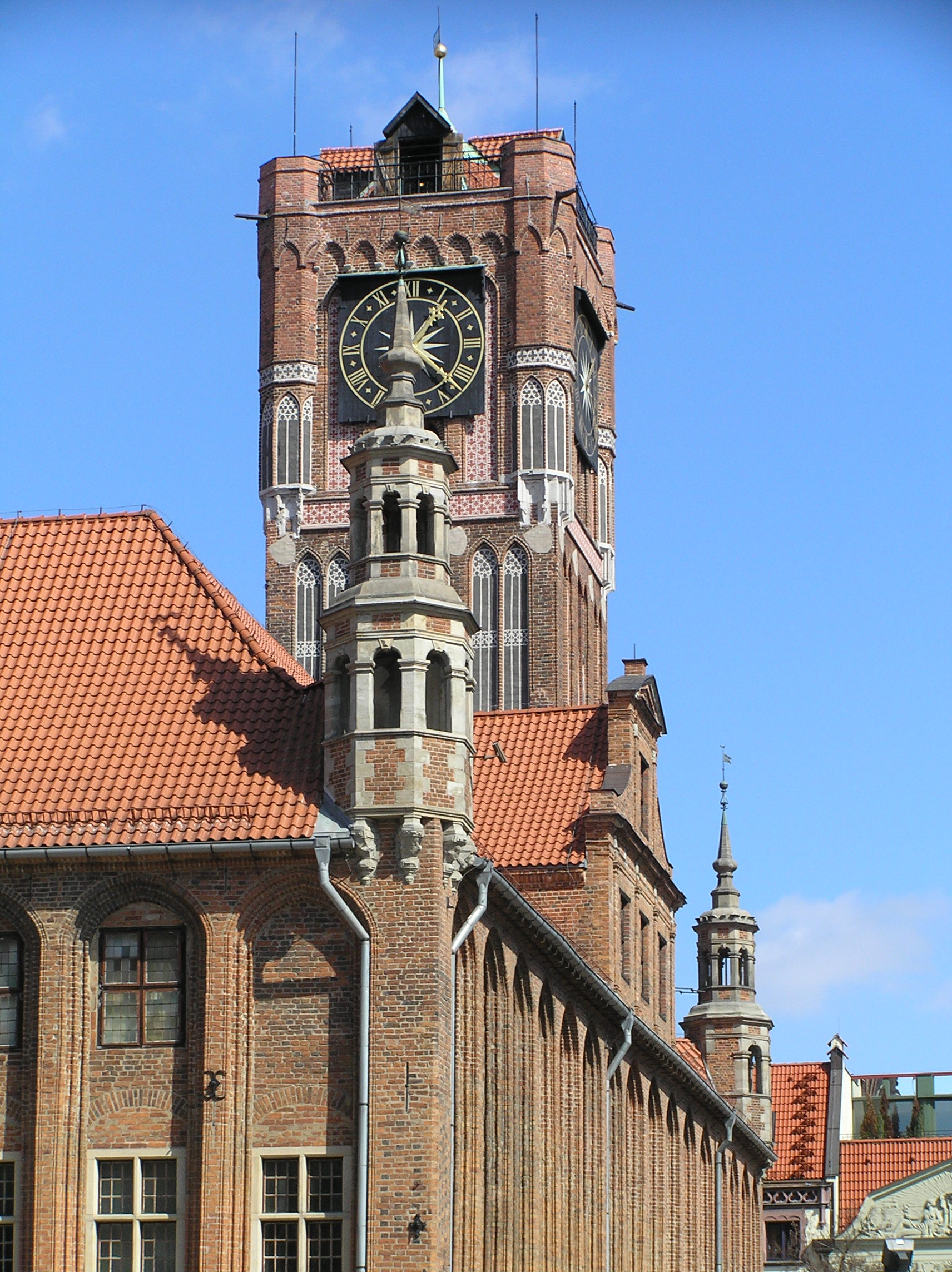
Hôtel de ville de style gothique (Ratusz) datant du XIIIe siècle.

La première paix de Thorn marquant la fin de la guerre du royaume de Pologne-Lituanie contre l'ordre Teutonique fut signée dans la ville de Toruń en février 1411, lorsque sa délégation a soumis une pétition au Roi de Pologne Casimir IV Jagellon lui demandant de reprendre le pouvoir sur la Prusse en tant que dirigeant légitime. Un acte de constitution est signé à Cracovie le 6 mars 1454, reconnaissant la région, Toruń inclus, comme partie intégrante du Royaume de Pologne. Ces événements conduisent à la Guerre de Treize ans. Après plus de 200 ans, la nouvelle et la vieille ville ont fusionné en 1454. Les Polonais détruisent le château teutonique. Pendant la guerre, Toruń soutien financièrement l'armée polonaise. La Guerre de Trente Ans cessa en 1466 avec le second Traité de Thorn, dans lequel l'Ordre Teutonique cède leur contrôle sur les provinces de l'Ouest, qui devint la Prusse royale. Toruń fait désormais partie du Royaume de Pologne.

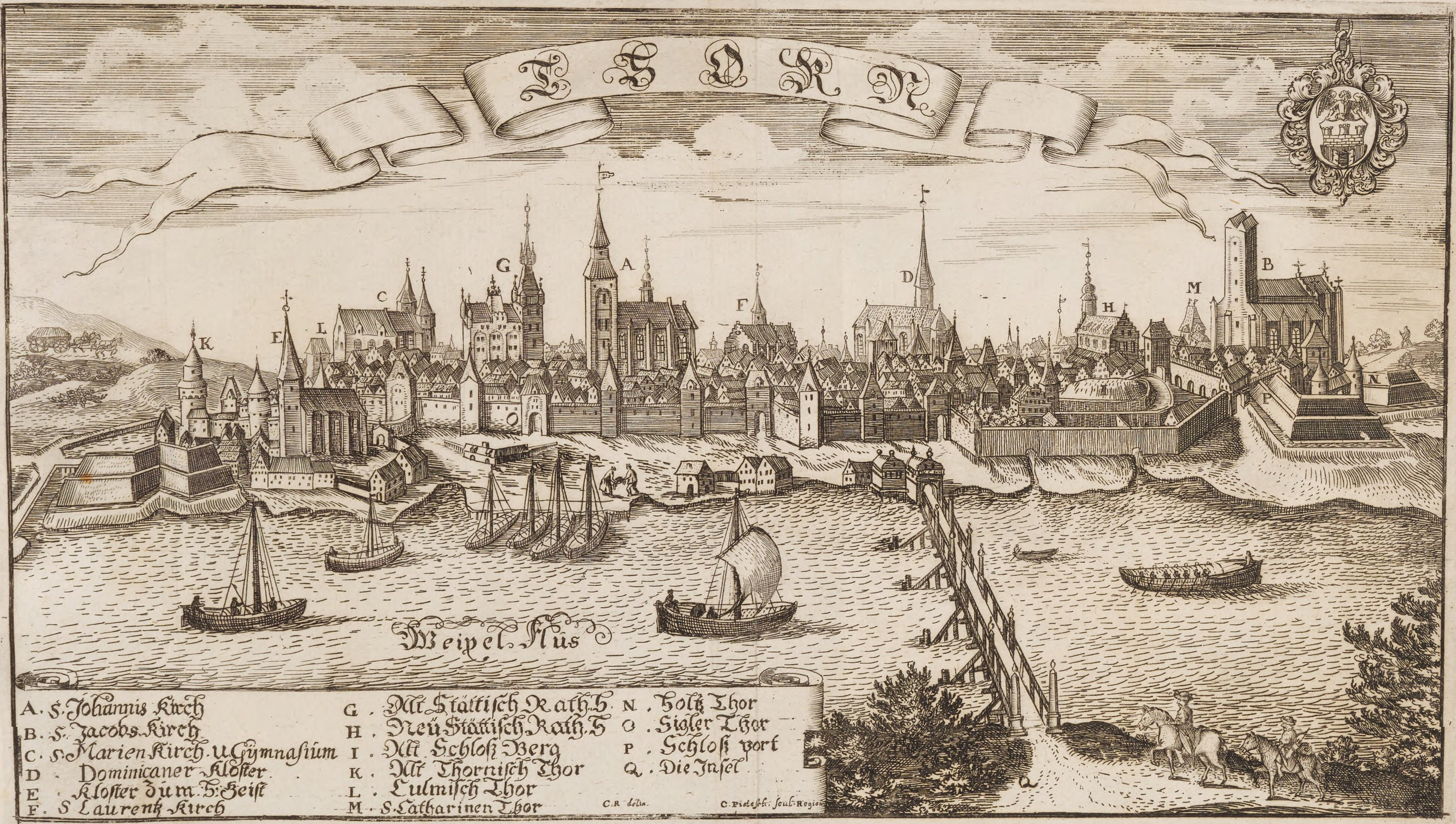
Thorn dans la Vieille et nouvelle Prusse de Christoph Hartknoch (1684)

En 1557, pendant la Réforme protestante, la ville adopte le Protestantisme (minorité majoritairement allemande de la ville, la partie polonaise est restée catholique) alors que la plupart des villes Polonaises restent Catholiques. Sous l'autorité du maire Heinrich Stroband (1586–1609), la ville se centralise. Le pouvoir administratif passe entre les mains du conseil municipal. En 1595, les jésuites viennent promouvoir la Contre-Réforme, en prenant le contrôle de l'église St John. Les personnes officielles de la ville protestante tentent de limiter l'influence des Catholiques au sein de la ville, alors que les Catholiques (les moines jésuites et dominicains) contrôlent déjà la majorité des églises, laissant seulement l'église St Mary aux citoyens protestants.
En 1677 l'historien et éducateur prussien Christoph Hartknoch est invité à devenir le directeur du Gymnasium de Thorn, un poste qu'il garde jusqu'à sa mort en 1687. Christoph Hartknoch est l'auteur de plusieurs ouvrages sur l'Histoire de la Prusse, qui incluent les villes de la Prusse royale.
Pendant la Grande guerre du Nord (1700-1721), le Tsar russe Pierre Ier le Grand prépare la restitution du trône d'Auguste II dans le Traité de Thorn de 1709 et Auguste II est à nouveau couronné Roi de Pologne dans la ville de Toruń. Dans la moitié du XVIIe siècle, les tensions entre les catholiques et les protestants grandissent, de même que les guerres religieuses à travers l'Europe. Au début du XVIIIe siècle environ 50 % du peuple, surtout dans les classes moyennes et nobles, sont des Protestants de langue germanique, alors que les autres 50 % sont des catholiques de langue polonaise. L'influence Protestante est ensuite repoussée après le Jugement sanglant de Toruń de 1724.

## L'âge du partage
En 1793, le Royaume de Prusse annexe la ville suivant le schéma du Partage de la Pologne. En 1807, Napoléon Ier conquit une partie du territoire et fait de la ville une part du Duché de Varsovie, dirigé alors par le Roi Frédéric-Auguste Ier de Saxe, mais la Prusse en reprend le contrôle après la défaite de Napoléon en 1814. En 1870, les prisonniers de guerre Français pris lors de la guerre franco-prussienne sont enrôlés pour construire des remparts autour de la ville. L'année suivante la ville, ainsi que le reste de la prusse, devient une partie du nouvel Empire allemand.

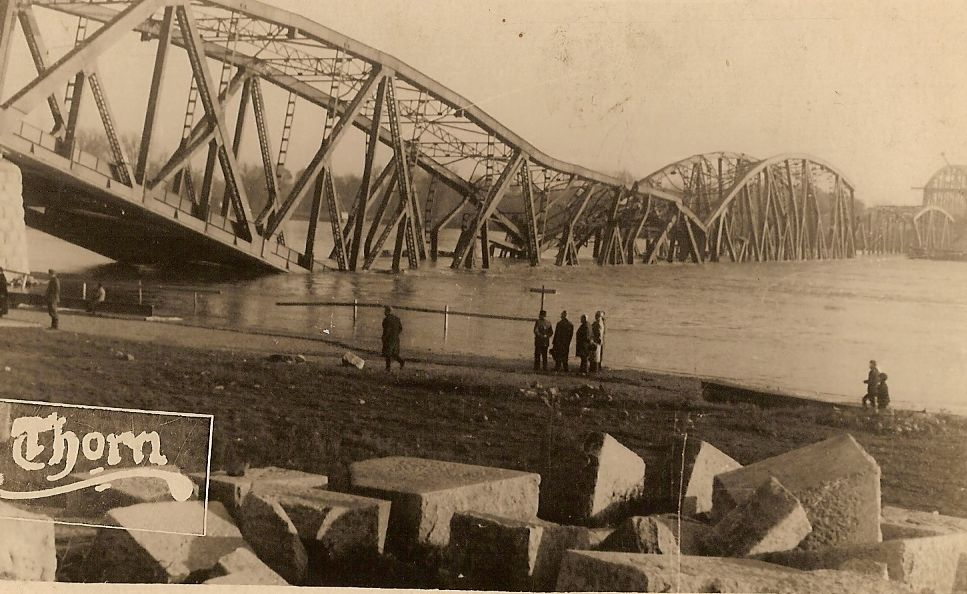
Le pont de Toruń détruit au début de la Seconde Guerre mondiale.

Toruń est soumise aux tentatives prussiennes et plus tard allemandes de germaniser la province. Toruń devient un centre de résistance polonaise face à la germanisation et au Kulturkampf, les polonais créent leur journal, Gazeta Toruńska. En 1875 une communauté scientifique polonaise fut établie, puis en 1884 une organisation secrète se consacre à la restauration de la Pologne. D'après le Traité de Versailles en 1919, Toruń fait désormais partie du Corridor de Dantzig assigné à la Pologne. Toruń devient la capitale de la région de Poméranie. Le peuple alors présent dans cette localité doit adopter la citoyenneté polonaise ou bien quitter le pays, ce qui entraîne un déclin significatif des ethnies germaniques. On comptait 30 509 personnes en 1910, il n'y en a plus que 2 255 en 1926, et 2 057 en 1934.
En 1925, l'Institut Baltique est établi dans la ville et travaille à la documentation de l'héritage polonais et l'Histoire en Poméranie. De manière générale, la période de l'entre deux guerres est propice au développement de Toruń. Les principaux investissements concernent des domaines comme celui des transports (nouvelles rues, lignes de tramway and pont de Piłsudski), ou le développement résidentiel (de nombreuses nouvelles maisons, particulièrement dans la banlieue de Bydgoskie Przedmieście), ainsi que les bâtiments publics. Après la construction du pont en 1938, Podgórz, ville voisine de Toruń sur la rive gauche de la Vistule, fut incorporée à Toruń.

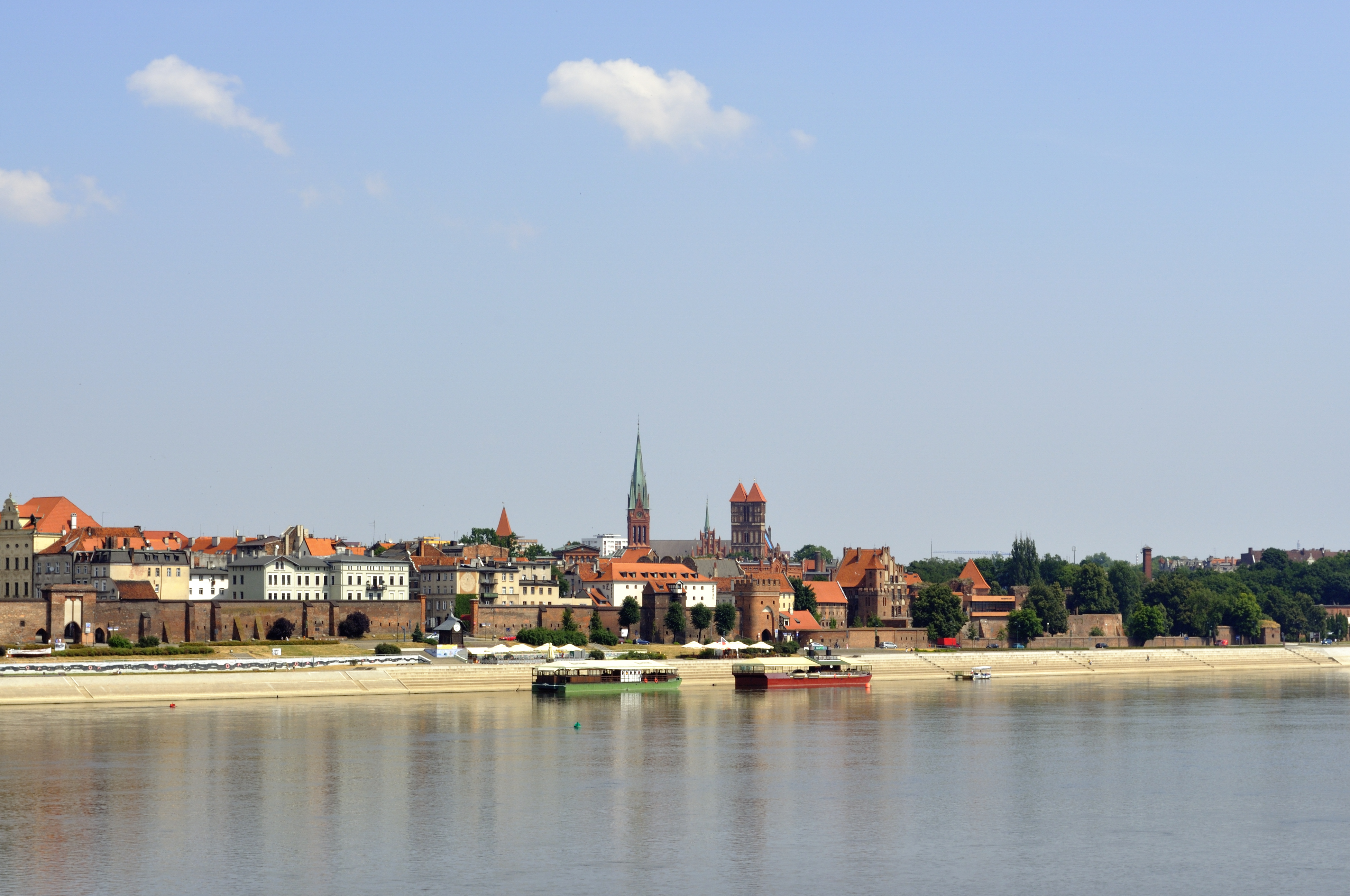
Toruń en 2010, sur les bords de la Vistule

La communauté juive de Toruń était très active avant la Seconde Guerre mondiale. Juste avant l'invasion Nazi Allemande, les juifs ont soutenu la collecte de fonds du gouvernement polonais au profit de la défense aérienne (Dz.U.R.P.Nr 26, poz. 176) bien plus généreusement que la moyenne des habitants de Toruń. L'armée allemande entre dans la ville le 7 septembre 1939. À la fin du mois de novembre la ville est déclarée comme "Judenfrei" ("libérée des juifs"), plusieurs centaines de juifs qui avaient décidé de rester furent déportés vers le Ghetto de Łódź ou d'autres localités du Warthegau. L'Allemagne Nazi annexe la ville et administre la ville comme part intégrante de la Reichsgau Dantzig-Prusse Occidentale. Les Polonais sont répertoriés dans la classe "Untermensch" ("sous-hommes") par les autorités allemandes, les destinant à être des travailleurs-esclaves, exécutés ou expulsés. 
Pendant la Seconde Guerre mondiale, les Allemands utilisent la chaîne de remparts entourant la ville pour définir les limites d'un camp de prisonniers de guerre, connu sous le nom de Stalag XX-A. La ville échappe à une destruction importante pendant la guerre. En 1945, la ville est prise par l'Armée rouge soviétique. Comme cela était le cas avant la guerre, la ville retourne à la Pologne. La population allemande présente alors est expulsée par la force, dans un premier temps vers l'Allemagne de l'Est, entre 1945 et 1947.
Après la Seconde Guerre mondiale, la population a plus que doublé et l'industrie s'est considérablement développée. La fondation de l'Université Nicolas Copernic est très importante en 1945. Au fil des années, cette université devient l'une des meilleures universités de Pologne. L'Université Nicolas Copernic a fortement influencé la vie intellectuelle, artistique et culturelle de la ville, ainsi que sa perception extérieure. L'université fut fondée par des professeurs polonais précédemment associés à l'Université de Vilnius. Après la guerre, ils furent délocalisés de force vers la Pologne-post-1945.
Depuis 1989, lorsque le gouvernement local et régional auto-géré est progressivement réintroduit et le marché économique introduit, Toruń, comme d'autres villes polonaises, subit de profondes transformations sociales et économiques. Les sections locales se demandent si les objectifs de changement sont ceux qu'ils attendaient, mais Toruń, ainsi que la ville de Bydgoszcz, a récemment confirmé sa forte position en tant que leader régional. La rivalité entre Bydgoszcz et Toruń existe depuis plusieurs siècles,
| Année | Population | Notes                           |
| ----- | ---------- | ------------------------------- |
| 1768  | env. 1 000 |                                 |
| 1793  | 5 570      | (cit: Historia Torunia)         |
| 1806  | 8 954      |                                 |
| 1815  | 7 095      |                                 |
| 1828  | 11 265     |                                 |
| 1831  | 8 631      | (cit: Preußische Landes 1835)   |
| 1864  | 14 106     | without German military: 2,111  |
| 1875  | 18 631     | (cit: Deutschen Reichs 1903–15) |
| 1880  | 20 617     | (cit: Deutschen Reichs 1903–15) |
| 1885  | 23 906     | (cit: Deutschen Reichs 1903–15) |
| 1890  | 27 018     | (cit: Deutschen Reichs 1903–15) |
| 1900  | 29 635     | (cit: Deutschen Reichs 1903–15) |
| 1906  | 43 435     | including German military       |
| 1910  | 46 227     | (cit: Deutschen Reichs 1903–15) |
| 1931  | 54 280     | (cit: GUS)                      |
| 1943  | 78 224     |                                 |
| 2009  | 205 934    | (cit: GUS)                      |

## Sources et références
- (en) Cet article est partiellement ou en totalité issu de l’article de Wikipédia en anglais intitulé « History of Toruń » (voir la liste des auteurs).

1. ↑  (en) Hypothetical reconstruction of a Lusatian culture settlement, built using bronze age tools: Wola Radziszowska, Poland (Reconstitution hypothétique d'un site culturel lusitanien construit à l'aide d'outils de l'âge du bronze: Wola Radziszowska, Pologne), extrait de l'étude des scientifiques de l'institut d'archéologie de l'université Jagellonne.
2. 1 2 3  (pl) Encyklopedia Powszechna PWN Warsaw 1976 (Encyclopédie universelle PWN Varsovie 1976)
3. ↑  (en) Krzyżacy - założyciele Torunia  (Chevaliers Teutoniques - fondateurs de Toruń), Hôtel de Ville de Toruń. « The foundation charter for Thorn was signed on 28th December 1233 by the Grand Master of the Teutonic Order Herman von Salza and the National Master for Prussia and the Slavonic Lands Herman Balka. In that way Thorn was founded by the Teutonic Order and managed by the Knights until 1454. », archives retrouvées le 16 juin 2013. « La charte de fondation pour Thorn a été signée le 28 décembre 1233 par le Grand Maître de l'Ordre Teutonique Herman von Salza et le Maître National pour la Prusse et les Terres Slaves Herman Balka. C'est ainsi que Thorn fut fondée par l'Ordre Teutonique et gérée par les Chevaliers jusqu'en 1454. »
4. ↑  Max Töppen Historisch-comparative Geographie von Preussen: Nach den Quellen, namentlich auch archivalischen (Max Töppen géographie historique-comparative de la Prusse: Selon les sources, y compris les archives), J. Perthes, 1858; PDF
5. ↑  F. Kiryk, J. Ryś, Wielka Historia polski (Histoire polonaise), t. II, 1320-1506, Cracovie 1997, p. 160-161.
6. ↑  (de) Daniel Ernst Jablonski; Religion, Wissenschaft und Politik um 1700 (Daniel Ernst Jablonski; Religion, science et politique vers 1700), Joachim Bahlcke, page 227, 2008  (ISBN 978-3-447-05793-6)
7. ↑  (de) Polens Politik gegenüber seiner deutschen Minderheit 1919-1939 (La politique de la Pologne envers sa minorité allemande 1919-1939), Albert S. Kotowski, page 55, éditions Forschungsstelle Ostmitteleuropa, Université technique de Dortmund, 1998,  (ISBN 3-447-03997-3).
8. ↑  (pl) Zarys historii Torunskiej mniejszosci Żydowskiej (Histoire des Juifs de Toruń), Maciej Kołyszko, éditions Cmentarze Żydowskie w Polsce, Żydzi z Torunia, 2013. (page consultée le 16 juin 2013)
9. ↑  (pl) Rywalizacja toruńskich "krzyżaków” i bydgoskich "prusaków” trwa pięćset lat! (La rivalité des «Chevaliers Teutoniques» de Toruń et des «Prussiens» de Bydgoszcz dure cinq cents ans !)
10. ↑  (de) Ein Streifzug durch Brombergs Geschichte
11. ↑  (pl) Marian Biskup (ed), Historia Torunia (L'Histoire de la ville de Toruń), Vol I, II. Instytut Historii (Académie polonaise des sciences)
12. ↑  August Eduard Preuß: Preußische Landes- und Volkskunde (Prusse nation et folklore). Königsberg 1835, p. 413–416, no. 30.
13. ↑  Steinmann : Der Kreis Thorn – Statistische Beschreibung (Le district de Thorn - Description statistique), Thorn 1866, p. 47.
14. 1 2 3 4 5 6  Michael Rademacher: Deutsche Verwaltungsgeschichte Provinz Westpreußen, Stadt- und Landkreis Thorn (Province d'histoire administrative allemande de Prusse occidentale, ville et district de Thorn) (2006).
15. ↑  Meyers Großes Konversations-Lexikon, 6th edition, Vol. 19, Leipzig and Vienna 1907, p. 501–502.